# Полосатохвостая дианема
Полосатохвостая дианема, или пестрохвостая дианема, или флагохвостая дианема (лат. Dianema urostriatum) — вид лучепёрых рыб из семейства панцирных сомов.

## Внешний вид
Полосатохвостая дианема вырастает в длину до 15 см. Тело торпедообразное, светло-коричневое. По нему разбросаны мелкие, тёмные пятна, брюхо светлое, хвостовой плавник раздвоенный, беловатый. На нём имеются пять горизонтальных черных полос. В уголках рта имеются две пары длинных усов. Глаза крупные. Самцы стройнее самок. Взрослых самцов отличает мощный красно-коричневый первый луч грудного плавника.

## Ареал
Полосатохвостая дианема обитает в бассейнах рек Амазонка и Риу-Негру. В природе часто соседствует с родственным видом — длинноусой дианемой (Dianema longibarbis).

## Условия содержания
Содержатся группами в просторных аквариумах. Можно содержать в общем аквариуме с укрытиями и зарослями, создающими местами полумрак. Условия: температура воды +20…+28 °C, жесткость воды 5—20 °dH, pH 6,0—7,2.
Полосатохвостые дианемы — миролюбивые рыбы. В поисках пищи активно взмучивают грунт. Корм: живой, заменители.

## Разведение
Половая зрелость 1—1,5 года. Нерест стимулирует понижение атмосферного давления и снижение температуры воды на 2—4 °C.
В природе отыскивают спокойные участки водной поверхности, затенённые прибрежной растительностью. Самцы строят пенные гнезда на нижней стороне широколистых растений. В неволе нерестилище им могут заменить перевёрнутые вверх дном пластиковые тарелки, повешенные под поверхностью. Самка откладывает в гнездо до 500 икринок. Гнездо охраняет самец. Бывают случаи, когда самец начинает поедать икру, поэтому тарелки с икрой лучше перенести в отдельные сосуды, вода в которых должна соответствовать следующим параметрам: 24 °C, pH 7,0, dGH 8—10°, dKH менее 2°. Воду можно слегка подкрасить метиленовой синькой. Инкубационный период длится 5 дней. Случается, что некоторые эмбрионы не могут прорвать оболочки икринки, им можно помочь легкими ударами по оболочке концом гусиного пера. Мальки начинают плавать через сутки, когда рассосётся желточный мешок. Начальный корм — артемия и коловратки. Первые дни молодь весьма чувствительна к присутствию в воде белковых веществ и падению температуры, подвержена частому нападению плесневыми грибками, что может привести к гибели рыб. Избежать этого можно фильтрованием воды через активированный уголь и частой сменой приблизительно половины объема старой воды. С течением времени восприимчивость мальков к неблагоприятным воздействиям снижается до минимума.